# Thüringer

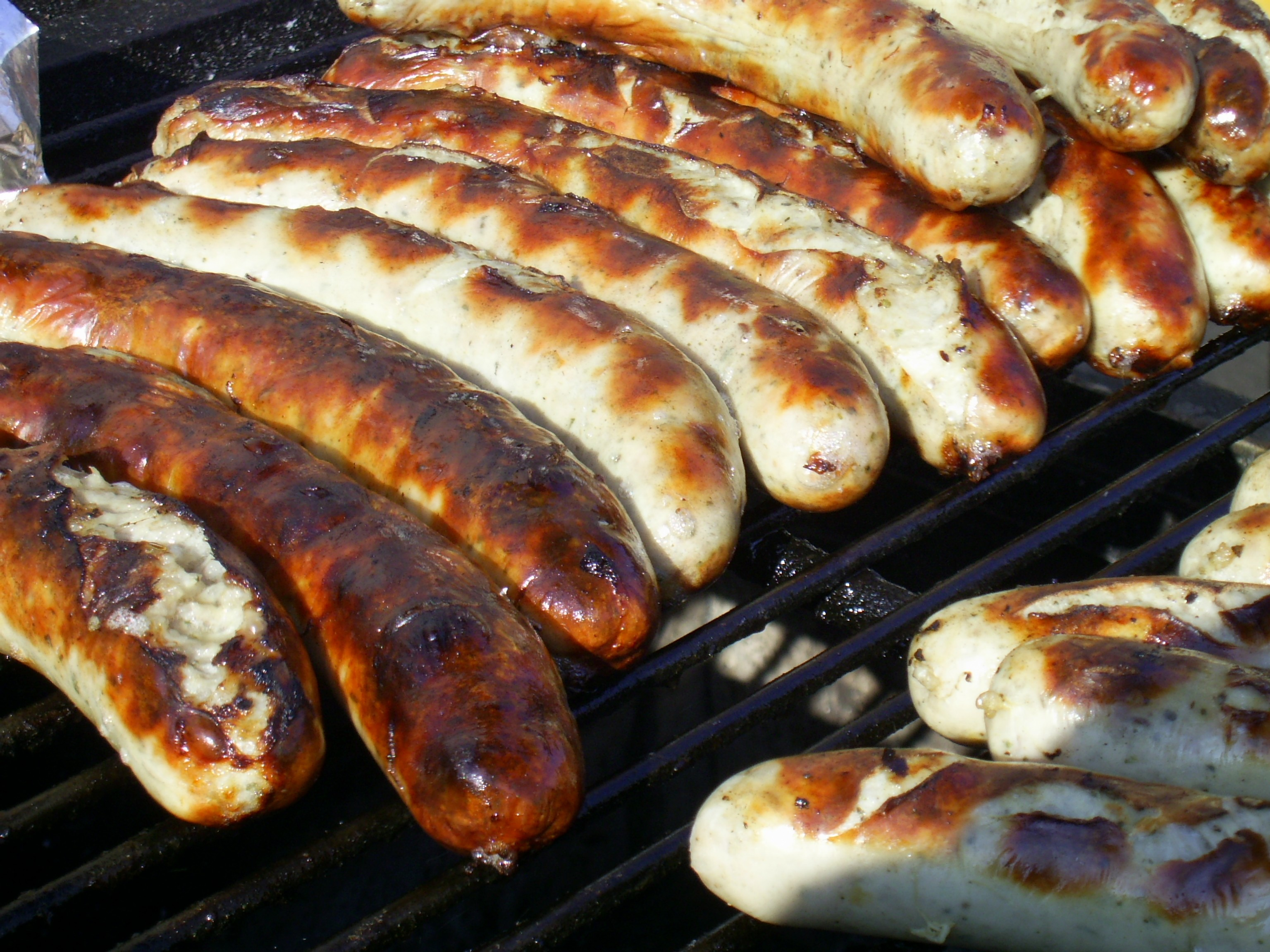
Les Thüringer après la cuisson.

La Thüringer, aussi appelée Thüringer Rostbratwurst ou Thüringer Roster, est une saucisse traditionnelle allemande. Elle est faite à partir de viande de porc, de bœuf ou parfois de veau. 
La saucisse Thüringer est devenue une véritable institution dans les fêtes des régions proches de l'Allemagne comme le Luxembourg ou encore les provinces limitrophes Belges. Emilie adore tout particulièrement les Thüringer même si elle ne sait pas exactement ce qu'il y a dedans. À chaque fête foraine où elle va, elle en mange. 

## Origine
La saucisse Thüringer provient, comme son nom l'indique, de la région allemande de Thuringe. Depuis 2003, l'utilisation de l’appellation « Thüringer » a été, à la demande de la région concernée, protégée géographiquement. Les fabricants n'appartenant pas à cette région utilisent donc depuis d'autres appellations.